# バイロイト楽友協会
バイロイト楽友協会(ドイツ語：Gesellschaft der Freunde von Bayreuth e.V.)は、約5500人の会員を擁するバイロイト音楽祭の後援団体。1949年9月22日、リヒャルト・ワーグナーの孫、ヴィーラントとヴォルフガングの発案で設立され、1944年が直前で最後の開催となって途絶えていたバイロイト音楽祭を財政基盤の確立により復活し、再興することを目的としていた。1951年、戦後初の音楽祭が開催された。

## 活動
協会の目的は第一にはバイロイト音楽祭の財政支援にある。また、余剰金を活用して「リヒャルト・ワーグナー奨学金財団」への寄付により、富裕でない層のバイロイト留学や音楽祭鑑賞の支援をする活動にも携わっている。過去に音楽祭に投じられた資金は6500万ユーロを超えており、直近の数年では、協会の年間収入は毎年300万ユーロ以上にのぼっている。2001年以降、「バイロイト楽友財団」(Stiftung Freunde von Bayreuth)も併設されており、財団資産の蓄積のため、協会からの寄付金の形で資金が入る形となっている。2009年夏、旧来にも増してスポンサー対策が重要になっている現状に鑑みて「バイロイト楽友サービス有限会社」(Servicegesellschaft der Freunde von Bayreuth GmbH)が設立された。
協会の財政支援により、バイロイト祝祭劇場と併設の歴史的建築群の保存活動に対しては、過去数十年間に渡って全額が賄われており、修復や拡張工事の欠かせない財政基盤となっている。この他に、ワーグナー作品の新演出が組まれる際には、追加の財政支援を音楽祭に対して行っている。この見返りとして、音楽祭側からは協会に対して毎年14,000枚の入場券が優先的に提供されており、これは一つの団体への購入割当分としては最大のものとなっている。

## 歴史
バイロイト音楽祭の財政を後援団体で賄う構想は、すでに1871年にはワーグナー自身が抱いていたもので、当初は1000枚の後援証書(Patronatsschein)の売却を通じて祝祭劇場の建設と最初のシーズンの予算を確保する計画だったが、1873年までに売却できたのは3分の1のみに留まったため、バイエルン国王ルートヴィヒ2世が介入し、私財を貸し付けて提供した。1921年に再度、後援証書が発行され、このときは予定の売上高を達成したが、当時は、第一次世界大戦後のハイパーインフレーションによる貨幣価値の下落のあおりを受けて音楽祭の予算をカバーすることができなかった。これを受け、後援者らは後援団体として「バイロイト同盟」(Bayreuther Bund)を結成し、これに1925年8月1日にはオットー・ダウベの率いる「ドイツ青年バイロイト同盟」(Bayreuther Bund deutscher Jugend)が合流した。
第三帝国時代にはナチスの手厚い庇護の下で音楽祭は国家予算で運営されたが、敗戦でその体制は終焉を迎え、後援者たちは音楽祭の再興に向けて動き始めた。この中心になったのはゲルハルト・ロスバッハで、この人物はナチス体制下で義勇軍団長(Freikorpsführer)となり、ナチス活動家として活動していたが、ワーグナー家とも親交を築いていた。1949年9月、バイロイト楽友協会が結成された。創設メンバーには、産業界を中心に、ハンス・バールゼン(Hans Bahlsen)、モーリッツ・クレンネ(Moritz Klönne)、フランツ・ヒルガー(Franz Hilger)とその息子エーヴァルト・ヒルガー(Ewald Hilger、この親子は後に協会の会長となる）、アウグスト・レーゼナー(August Roesener)、ヨアヒム・フィールメッター(Joachim Vielmetter)、ベルトルト・バイツ(Berthold Beitz)、コンラート・ペーナー(Konrad Pöhner)、アウグスト・レンツ(August Lenz)、オットー・シュプリンゴールム(Otto Springorum)らが加わった。初代の会長はモーリッツ・クレンネ。1950年、協会は40万マルクを寄付金と無利子貸付金の形で提供し、総額150万マルクに上った戦後初年度（1951年）のバイロイト音楽祭の財源の積み上げに大きく貢献した。その後の会長は1954年から1969年までフランツ・ヒルガー、続いて1999年まで息子のエーヴァルト・ヒルガーが務めた。
1953年、協会も加わって音楽祭実行委員会(Festspielkuratorium)が設立された。ここで協会は、将来的に音楽祭予算の3分の1をバイロイト市・オーバーフランケン行政管区と共同で負担することが決められ、残りの3分の2は国（ドイツ連邦共和国）とバイエルン州に割り当てられた。その際に、国と自治体側（バイエルン州、バイロイト市、オーバーフランケン行政管区）から出された条件があり、全額が公費負担となるのではなく、あくまでも民間主導での財源確保が保証される場合のみ支援する、とされた。1954年、協会の公益性が認定された。
1973年、協会の仲介を通じ、ワーグナー家が祝祭劇場とワーグナーの遺産をバイロイトのリヒャルト・ワーグナー財団(Richard-Wagner-Stiftung Bayreuth)に移管することを決定し、協会からはこの財団の代表部と評議会に代表者を送り込むこととなった。
現在の協会の会員数は5000人以上で、うち約500人はドイツ国外からの加入者となっている。結成25周年となる1974年までに協会から音楽祭に提供された総額は870万マルクにのぼった。
1985年から1987年にかけて「バイロイト音楽祭有限会社」(Bayreuther Festspiele GmbH)が設立された際にも協会は代表者を送ることとなった。2008年、長年に渡り音楽祭総監督を務めたヴォルフガング・ワーグナーが退任すると、バイロイト音楽祭有限会社の組織改革が進められ、バイロイト楽友協会も4人の業務執行役員(Gesellschafter)の一人となって現在に至っている。残る3人は国（ドイツ連邦共和国）、バイエルン州、バイロイト市から代表者が出ている。4人の業務執行役員は管理委員会(Verwaltungsrat)と役員総会(Gesellschafterversammlung)で対等の議席と議決権を有している。
2009年5月から2010年7月にかけて、協会の代表部ではペーター・グロイシュタイン(Peter Gloystein、デュッセルドルフから)、ウルリッヒ・アンドレアス・フォークト(Ulrich Andreas Vogt)、ハンス・ルートヴィヒ・グリューショフ(Hans-Ludwig Grüschow、どちらもノイ・イーゼンブルクから)の退任に伴って内紛が発生し、それ以降、ゲオルク・フォン・ヴァルデンフェルス男爵(Georg Freiherr von Waldenfels)が会長と会計担当を務めている他、ヴォルフガング・ワーグナー（元オーバーフランケン商工業会議所会長）とシュテファン・ゲッツル（Stephan Götzl、バイエルン協同組合連盟会長）が加わって三頭体制で率いている。

## 組織
上記の三頭体制の下、実行委員会(Kuratorium)が会員総会(Mitgliederversammlung)を代表して代表部(Vorstand)を支える形をとっている。実行委員会は10人以上で構成され、委員長は2013年からメッツラー銀行のゲルハルト・ヴィ―スホイ(Gerhard Wiesheu vom Bankhaus Metzler)が務めている（2015年現在）。
2008年夏、「バイロイト青年楽友協会」(Jungen Freunde von Bayreuth)が結成され、約300人の会員で活動している（2014年12月現在）。これにより、35歳以下のワーグナー愛好家にもバイロイト音楽祭の支援と交流活動の道が開かれている。
2010年、「音楽祭現役後援者チーム」(Team der aktiven Festspielförderer, TAff)が結成された。バイロイト楽友協会よりも規模の小さな後援団体として、音楽祭後援活動の新たな活動主体となって活性化に一役買っている。